# Куркачи (станция)
Куркачи — железнодорожная станция Казанского отделения Горьковской железной дороги — филиала ОАО «РЖД». Была открыта в 1924 году. Расположена на территории Высокогорского района Республики Татарстан, в черте посёлка Куркачи. Примыкающие перегоны (Бирюли — Куркачи и Куркачи — Арск) — двухпутные, электрифицированные, оборудованы системой трёхзначной односторонней автоблокировки. Здание вокзала с южной стороны. Станция является конечным пунктом для ряда пригородных поездов. На станции производится грузовая работа. Ответвляются подъездные пути на ОАО «Куркачинский промышленно-строительный комбинат» (Куркачинский ПСК), ОАО «Куркачинское хлебоприёмное предприятие», на тяговую подстанцию «Куркачи». В 3-х километрах от станции Куркачи находится аэродром Куркачи.